# Moses und Aron
Moses und Aron ist ein Opernfragment von Arnold Schönberg auf ein Libretto des Komponisten. Die Handlung lehnt sich frei an das zweite Buch Mose an. Das Werk wurde dodekaphonisch komponiert und basiert auf einer einzigen Zwölftonreihe. Schönberg erstellte zwar den Text für die einzige Szene des dritten Aktes, vertonte ihn aber nicht mehr.

## Kompositionsgeschichte
Schönberg beschäftigte sich seit dem Jahre 1923 mit dem Mose-Stoff. 1925 griff er in seinen Vier Stücken für gemischten Chor, op. 27 in dem zweiten Stück Du sollst nicht, du mußt erstmals das Grundthema der Oper, das Zweite Gebot „Du sollst dir kein Bild machen“, auf einen eigenen Text auf:
Du sollst dir kein Bild machen!

Denn ein Bild schränkt ein,

begrenzt, faßt

Was unbegrenzt und unvorstellbar bleiben soll.
1928 begann Schönberg mit den Vorarbeiten zum Libretto. Zunächst plante er ein Oratorium. Da aber der Verlag Bote & Bock kein Oratorium verlegen wollte, entschloss sich Schönberg, das Werk als Oper auszuarbeiten. In der Zeit von Mai 1930 bis zum 10. März 1932 komponierte er den 1. und 2. Akt. Nach seiner Emigration in die USA, im Jahre 1937, griff er den Stoff zwar noch einmal auf und notierte einige musikalische Ideen für den 3. Akt. Danach gab er aber das Projekt auf.
Moses und Aron wurde 1951, wenige Wochen vor Schönbergs Tod, erstmals in Teilen der Öffentlichkeit präsentiert. Er erklärte sich einverstanden, dass der nicht mehr komponierte dritte Akt, von dem nur eine Szene vorliegt, „eventuell ohne Musik, bloß gesprochen aufgeführt wird, falls ich [die] Komposition nicht vollenden kann.“
Die konzertante Uraufführung des gesamten Fragments erfolgte am 12. März 1954 in Hamburg (unter Mitwirkung der Sänger Helmut Krebs und Helmut Kretschmar, des Sinfonieorchesters des NWDR Hamburg unter der musikalischen Leitung Hans Rosbauds sowie der Chöre der Staatlichen Hochschule für Musik Hamburg, des NWDR Köln und des NWDR Hamburg), die szenische am 6. Juni 1957 im Stadttheater Zürich. Obwohl die Oper zunächst als unaufführbar galt, konnte sich das Werk schließlich besser durchsetzen als andere Bühnenwerke Schönbergs.
Am 16. Januar 2010 wurde im Kulturpalast in Budapest eine von Zoltán Kocsis vollendete Version mit der Ungarischen Nationalphilharmonie konzertant uraufgeführt.

## Literarische Vorlage
Die Handlung lehnt sich frei an das 2. Buch Mose, insbesondere Kapitel 3, 4, 7, und 32 an. Das Volk Israel, das in der Zeit Josephs in Ägypten eingewandert war, muss dort Zwangsarbeit leisten. Moses, Israelit, aber am ägyptischen Königshof aufgewachsen, hat im Zorn über die Unterdrückung seines Volkes einen ägyptischen Sklavenaufseher erschlagen. Seitdem wohnt er im Exil im Land Midian bei seinem Schwiegervater, dem heidnischen Priester Reguel als Schafhirte, bis Gott ihn zurückruft, um sein Volk aus Ägypten in die Wüste zu führen.
Schönberg übergeht die Auseinandersetzung mit dem Pharao und den Auszug Israels aus Ägypten und betont stattdessen die Konfrontation zwischen den Brüdern Moses und Aron und ihre Einflussnahme auf das Volk Israel.
Entsprechend werden die Hauptfiguren anders dargestellt, als in der biblischen Erzählung. Der biblische Moses bewirkt selbst etliche Wunder. Der Moses in der Oper besteht hingegen darauf, dass Gott unvorstellbar ist. Er lehnt daher Wunder, Zeichen, Gleichnisse und Götterbilder als Darstellung des Undarstellbaren ab. Die Wundertaten Arons werden in der Bibel als Dienstleistungen für Moses dargestellt. In der Oper werden sie zum Akt des Ungehorsams gegen das göttliche Gesetz und gegen Moses.
Die Tatsache, dass die Figuren sich nur frei an die biblischen Figuren anlehnen, wird auch durch die geänderte Schreibweise des Namens Aron (statt, bei Luther: Aaron) ausgedrückt. Eine andere Theorie besagt, dass Schönberg – ein bekannter Triskaidekaphobiker – den Namen „Aaron“ um einen Buchstaben gekürzt habe, um zu verhindern, dass der Titel seiner Oper aus 13 Buchstaben bestehen würde.

## Handlung

### Erster Akt
Erste Szene: „Moses’ Berufung“
In der ersten Szene verehrt Moses vor dem brennenden Dornbusch den Gott der Väter. Die Stimme Gottes ertönt, zunächst in Form einer Vokalise. Nach der Invokation des Moses:
Einziger, ewiger, allgegenwärtiger,

unsichtbarer und unvorstellbarer Gott!
antwortet die Stimme Gottes und fordert ihn auf, sein Volk von falschen Göttern und aus der Knechtschaft zu befreien. Als äußeres Zeichen soll Moses Wunder tun. Moses lehnt zunächst ab, da er nicht redegewandt sei und ihm niemand glauben werde. „Meine Zunge ist ungelenk, ich kann denken, aber nicht reden.“
Daraufhin stellt ihm die Stimme aus dem Dornbusch seinen Bruder Aron zur Seite. Dieser soll der „Mund“ des Moses sein und für ihn sprechen.
Die Szene endet mit der Verheißung eines Ortes, wo das Volk Israel „mit dem Ewigen einig und allen Völkern ein Vorbild“ sein werde.
Zweite Szene: „Moses begegnet Aron in der Wüste“
Aron findet Moses in der Wüste. Es kommt zu einem Streit der Brüder. Moses besteht darauf, dass der Gottesgedanke weder vorstellbar noch vom Menschen beeinflussbar ist, und dass kein Mensch Gott durch Opfer oder Gebete zu einer Tat zwingen könne. Aron jedoch will die Botschaft und die wundertätige Hilfe des neuen Gottes dazu nutzen, das auserwählte Volk Israel aus der Knechtschaft des Pharao zu befreien.
Dritte Szene: „Moses und Aron verkünden dem Volk die Botschaft Gottes“
Die dritte Szene ist eher eine Volksszene, während Moses und Aron erst in der vierten Szene, die keine Überschrift trägt, als handelnde Personen auftreten. Ein Jüngling, ein Mann und ein Mädchen haben gesehen, dass Aron in der Wüste nach Moses gesucht hat, und dass offenbar eine göttliche Offenbarung erschienen ist. Das Volk Israel ist entsetzt darüber, dass Moses zurückkehren könnte, da durch seinen Mord an einem ägyptischen Fronvogt dem Volk unmenschliche Strafen aufgebürdet wurden. Ein Priester weist darauf hin, dass es auch unter den alten Göttern stets den einen oder anderen gegeben habe, der helfen konnte. Im Volk bricht ein Streit aus – einige wollen den neuen Gott anbeten und hoffen auf Befreiung durch ihn. Andere wollen ihre Sklavenarbeit erledigen, um schwereren Strafen zu entgehen.
Vierte Szene:
Das Volk erwartet von Moses und Aron eine bildliche Darstellung des neuen Gottes. Diese können aber nur erklären, dass der neue Gott unfassbar, weil allgegenwärtig ist. Das Volk lehnt daher den neuen Gott vehement ab.
Während Moses an der Tatsache verzweifelt, dass er den neuen Gott nicht in Worten beschreiben kann, ergreift Aron den Stab, um das Volk durch Wunder von der Allmacht Gottes zu überzeugen. Er verwandelt den Stab des Moses in eine Schlange, als Gleichnis für die Verwandlung des göttlichen Gesetzes in menschliche Klugheit.
Das Volk ist begeistert von dem Wunder, doch der Priester wendet ein, dass allein das göttliche Gesetz nicht die Macht hat, das Volk aus der pharaonischen Knechtschaft zu befreien. Daraufhin macht Aron die Hand des Moses aussätzig und heilt sie anschließend wieder. Das Wunder erklärt er als Gleichnis für die alte Mutlosigkeit und den neuen Mut des Volkes Israel. Das Volk lässt sich durch das Wunder zu der Forderung „Alles für die Freiheit – auf in die Wüste“ begeistern. Hier wendet der Priester ein, dass es in der Wüste keine Speise gibt. Moses antwortet: „In der Wüste wird euch die Reinheit des Geistes nähren.“ – Für ihn ist die Kargheit der Wüste die Bestimmung des Volkes Israel.
Aron jedoch will das Volk durch ein Wunder überzeugen. Er verwandelt Nilwasser in einem Krug in Blut – das Blut der Israeliten – und dann wieder in Wasser, um zu zeigen, dass dem Pharao nichts bleiben wird als das Wasser des Nils, in dem er ertrinken wird. Er verspricht, dass Gott das Volk in das Land führen werde, wo Milch und Honig fließen. Das Volk ist durch das Blutwunder endgültig überzeugt und singt eine Hymne auf den bevorstehenden Auszug aus Ägypten und in das gelobte Land.

### Zweiter Akt
„Zwischenspiel“:
Schauplatz des 2. Aktes ist eine Ebene vor dem Berg der Offenbarung. Moses ist seit vierzig Tagen auf dem Berg, und das Volk wartet auf seine Rückkehr. Ein sechsstimmiger Chor drückt Zweifel und Ungeduld des Volkes aus.
Erste Szene: „Aron und die siebzig Ältesten vor dem Berg der Offenbarung“
Während Moses auf die Offenbarung wartet, ist Rechtlosigkeit und Gewalt im Volk ausgebrochen. Die Ältesten murren, dass sie bereits seit 40 Tagen vergeblich auf Moses warten müssen. Das Volk sei aufgebracht. Aron versucht vergeblich, die Ältesten zu beschwichtigen.
Zweite Szene: 
Das Volk ist aufgebracht. Es will Moses ermorden, um wieder den alten Göttern dienen und den alten Gesetzen folgen zu können. Als sie versuchen, die Ältesten zu erschlagen, gibt Aron nach und erzeugt durch einen Zauber ein goldenes Kalb.
Dritte Szene: „Das Goldene Kalb und der Altar Arons“
Die Israeliten bringen dem Kalb Tieropfer. Die Heilung einer Kranken durch das Kalb löst eine religiöse Euphorie im Volk aus. Die Israeliten bringen in ihrer Begeisterung immer größere Opfergaben. Bettlerinnen und Bettler opfern ihre letzten Lumpen und ihr letztes Essen. Eine Gruppe von Greisen bringt sich zu Ehren des Kalbes um.
Die zwölf Fürsten der Stämme Israels wählen das Kalb als Symbol ihrer staatlichen Herrschaft. Daraufhin versucht der Jüngling, das Kalb zu zerstören. Die zwölf Stammesfürsten erschlagen ihn.
Eine Gruppe von vier nackten Jungfrauen bietet sich den Priestern des Kalbes als Tempelhuren und Blutopfer an. Die vier Jungfrauen werden getötet und ihr Blut geopfert. Das Volk fällt angesichts des Opfers in einen Rausch von Selbstmord und Sex und sinkt schließlich erschöpft in den Schlaf.
Vierte Szene:
Moses kehrt mit den Gesetzestafeln vom Berg der Offenbarung zurück. Auf die Worte des Moses
Vergeh, du Abbild des Unvermögens, das Grenzenlose in ein Bild zu fassen!
vergeht das Goldene Kalb. Das Volk erwacht desillusioniert und beschämt aus dem erotisch-religiösen Taumel.
Fünfte Szene: „Moses und Aron“
Moses stellt Aron zur Rede. Aron rechtfertigt sich damit, dass auch die Gesetzestafeln nur Bilder und Worte sind, die nicht das Ganze des Gedankens ausdrücken können. Außerdem habe er aus Liebe zum Volk gehandelt. Das Volk könne den Gottesgedanken nicht intellektuell, sondern nur mit dem Herzen erfassen:
Ein Volk kann nur fühlen.

Kein Volk kann glauben, was es nicht fühlt.

So mache dich dem Volk verständlich, auf ihm angemeßne Art.
Moses widerspricht:
Ich soll den Gedanken verfälschen?
Er zertrümmert die Gesetzestafeln. Im Hintergrund zieht das Volk hinter einer Feuer- und Wolkensäule her. Aron jubelt:
Der Allmächtige gibt dem Volk durch mich ein Zeichen.
Er führt das Volk davon. Moses bleibt verzweifelt zurück. Er erkennt, dass auch seine Vorstellung von Gott nur ein Trugbild ist, und dass Gott vom Menschen nicht erfasst werden kann. Verzweifelt ruft er:
O Wort, du Wort, das mir fehlt!

### Dritter Akt (Fragment)
Einzige Szene
Aron wird gefesselt vor Moses geführt. Dieser wirft ihm vor, den göttlichen Gedanken durch Bilder und Wunder verfälscht zu haben. Er erklärt ihm noch einmal seine Vorstellung von einem einzigen Gott, der nicht in Bildern und Worten dargestellt werden kann.
Einige Krieger wollen Aron jetzt hinrichten, aber Moses ordnet seine Freilassung an mit den Worten:
Lebe, wenn Du kannst.
Freigelassen, fällt Aron tot zu Boden. Moses fordert das Volk auf, für immer in der Wüste zu bleiben. Dort sei es unangefochten und unbesiegbar.

## Diskografie (Auswahl)
- Dirigent: Herbert Kegel, mit Werner Haseleu (Sprecher), Reiner Goldberg (Aron, Tenor), Renate Krahmer (Ein junges Mädchen, Sopran), Gisela Pohl (Die Kranke, Alt), Armin Ude (Ein junger Mann / der nackte Jüngling, Tenor) u. a., Rundfunkchor Leipzig, Kapellknaben der Katholischen Hofkirche Dresden, Rundfunk-Sinfonie-Orchester Leipzig (Leipziger Paul-Gerhardt-Kirche 1976), Berlin Classics 1994, 0011162BC.
- Dirigent: Hans Rosbaud, mit Hans Herbert Fiedler (Moses) und Helmut Krebs (Aron)
- Dirigent: Georg Solti, mit Franz Mazura (Moses) und Philip Langridge (Aron)
- Dirigent: Michael Gielen, mit Günther Reich und Louis Devos
- Dirigent: Pierre Boulez (erste Aufnahme 1975), mit Günther Reich und Richard Cassilly
- Dirigent: Pierre Boulez (zweite Aufnahme 1995), mit David Pittman-Jennings und Chris Merritt

## Filmaufnahmen
- ORF 1975: Regie: Jean-Marie Straub / Danièle Huillet, Dirigent: Michael Gielen, Moses: Günther Reich, Aron: Louis Devos (107 Min.)
- DVD: Live – Aufnahme aus der Wiener Staatsoper. Dirigent: Daniele Gatti, Regie: Reto Nickler, Moses: Franz Grundheber, Aron: Thomas Moser
- DVD: Live – Aufnahme von der Ruhrtriennale 2009 aus der Jahrhunderthalle Bochum. Dirigent: Michael Boder, Regie: Willy Decker, Moses: Dale Duesing, Aron: Andreas Conrad, Chor: ChorWerkRuhr, Orchester: Bochumer Symphoniker
- DVD arte | Bel Air Media 2016: Live – Aufnahme 2015 aus Paris, Orchestre et Chœurs de L’Opera National de Paris | Dirigent: Philippe Jordan; Stage Direktion: Romeo Castellucci;  Moses: Thomas Johannes Mayer, Aron: John Graham-Hall, Filmregie: Stéphane Lissner